# Transformació canònica lineal
En la mecànica hamiltoniana, la transformació canònica lineal (LCT) és una família de transformacions integrals que generalitza moltes transformacions clàssiques. Té 4 paràmetres i 1 restricció, per tant és una família tridimensional, i es pot visualitzar com l'acció del grup lineal especial SL2(R) en el pla temps-freqüència (domini). Com que això defineix la funció original fins a un signe, això es tradueix en una acció de la seva doble coberta sobre l'espai de la funció original.
L'LCT generalitza les transformades de Fourier, Fourier fraccional, Laplace, Gauss–Weierstrass, Bargmann i Fresnel com a casos particulars. El nom "transformació canònica lineal" prové de transformació canònica, un mapa que conserva l'estructura simplèctica, ja que SL2(R) també es pot interpretar com el grup simplèctic Sp2 i, per tant, els LCT són els mapes lineals del domini temps-freqüència. que conserven la forma simplèctica, i la seva acció sobre l'espai de Hilbert ve donada pel grup metaplèctic.
Es consideren les propietats bàsiques de les transformacions esmentades anteriorment, com ara l'escala, el desplaçament, la multiplicació de coordenades. Qualsevol transformació canònica lineal està relacionada amb transformacions afins en l'espai de fases, definides per coordenades temps-freqüència o posició-moment.

## Definició
La LCT es pot representar de diverses maneres; més fàcilment, pot ser parametritzat per una matriu 2×2 amb determinant 1, és a dir, un element del grup lineal especial SL2(C). Aleshores, per a qualsevol matriu {\displaystyle {\bigl (}{\begin{smallmatrix}a&b\\c&d\end{smallmatrix}}{\bigr )},} amb anunci − bc = 1, la transformada integral corresponent d'una funció {\displaystyle x(t)} a {\displaystyle X(u)} es defineix com{\displaystyle X_{(a,b,c,d)}(u)={\begin{cases}{\sqrt {\frac {1}{ib}}}\cdot e^{i\pi {\frac {d}{b}}u^{2}}\int _{-\infty }^{\infty }e^{-i2\pi {\frac {1}{b}}ut}e^{i\pi {\frac {a}{b}}t^{2}}x(t)\,dt,&{\text{quan }}b\neq 0,\\{\sqrt {d}}\cdot e^{i\pi cdu^{2}}x(d\cdot u),&{\text{quan }}b=0.\end{cases}}}

## Aplicacions
Les transformacions canòniques s'utilitzen per analitzar equacions diferencials. Aquests inclouen la difusió, la partícula lliure de Schrödinger, el potencial lineal (caiguda lliure) i les equacions d'oscil·lador atractiu i repulsiu. També inclou algunes altres com l'equació de Fokker-Planck. Tot i que aquesta classe està lluny de ser universal, la facilitat amb què es troben solucions i propietats fa que les transformacions canòniques siguin una eina atractiva per a problemes com aquests.
Aquí es parla de la propagació de les ones a través de l'aire, una lent i entre antenes parabòliques. Tots els càlculs es poden reduir a àlgebra matricial 2×2. Aquest és l'esperit de LCT.

## Propietats bàsiques
En aquesta part, mostrem les propietats bàsiques de LCT
| Operador                                                                                         | Matriu de transformació                                                  |
| ------------------------------------------------------------------------------------------------ | ------------------------------------------------------------------------ |
| {\displaystyle L(T)}                                                                             | {\displaystyle {\begin{bmatrix}a&b\\c&d\end{bmatrix}}}                   |
| {\displaystyle L(T_{1})L(T_{2})}                                                                 | {\displaystyle T_{2}T_{1}}                                               |
| {\displaystyle L^{-1}(T)=L(T^{-1})}                                                              | {\displaystyle {\begin{bmatrix}d^{t}&-b^{t}\\-c^{t}&a^{t}\end{bmatrix}}} |
| {\displaystyle L({\widehat {T}})=L^{*}(T^{-1})}                                                  | {\displaystyle {\begin{bmatrix}d^{t}&b^{t}\\c^{t}&a^{t}\end{bmatrix}}}   |
| {\displaystyle F}                                                                                | {\displaystyle {\begin{bmatrix}0&I\\-I&0\end{bmatrix}}}                  |
| {\displaystyle {\begin{cases}FL(T)F^{-1}=L^{*}(T^{t-1})\\F^{-1}L(T)F=L^{*}(T^{t-1})\end{cases}}} | {\displaystyle {\begin{bmatrix}d&-c\\-b&a\end{bmatrix}}}                 |